# أبو رقبة (قرية)
أبو رَقَبَة إحدى قرى مركز أشمون التابع لمحافظة المنوفية بجمهورية مصر العربية. وأهم أعلام القرية محمود العربي مؤسس شركة العربي.

## تاريخ القرية
ذكر ابن الجيعان المتوفي سنة 885هـ/1480م القرية في كتابه «التحفة السنية بأسماء البلاد المصرية»، فقال أنها من الأعمال المنوفية، وأن مساحتها 569 فدان. كما عدّها محمد رمزي في كتابه القاموس الجغرافي للبلاد المصرية أنها من القرى القديمة، وذكر أنه ورد في تأريخ سنة 1228هـ/1813م باسم «كفر أبو رقبة»، وأنه فُصل منها ناحية أخرى باسم «كفر أبو رقبة الجديد». وفي سنة 1350هـ/1931م، تم تغيير اسم «كفر أبو رقبة» إلى «أبو رقبة» لتمييزها عن «كفر أبو رقبة الجديد».

## السكان
بلغ عدد سكان أبو رقبة 6,480 نسمة، حسب الإحصاء الرسمي لعام 2006.